# Liga lekkoatletyczna sezon 2010
Liga lekkoatletyczna sezon 2010 – rozgrywki ligowe organizowane przez Polski Związek Lekkiej Atletyki, podzielone na klasy rozgrywkowe: ekstraklasę, I i II ligę.
Zawody rozgrywane były w dwóch rzutach, wiosennych mityngach oraz jesiennych zawodach finałowych. Wyniki uzyskane przez zawodników przeliczane były na punkty, które decydowały o miejscu zajmowanym przez dany klub.
Finał ekstraklasy (II rzut) odbył się 4 września 2010 w Krakowie.

## Ekstraklasa - tabela końcowa
| Miejsce | Nazwa klubu               | Ilość Punktów | Uwagi  |
| ------- | ------------------------- | ------------- | ------ |
| 1       | KS AZS AWF Kraków         | 3466          | złoto  |
| 2       | WKS Śląsk Wrocław         | 3457          | srebro |
| 3       | SL WKS Zawisza Bydgoszcz  | 3399          | brąz   |
| 4       | AZS AWF Warszawa (m)      | 3317          |        |
| 5       | AZS AWF Katowice          | 3152          |        |
| 6       | KS AZS AWF Wrocław        | 3103          |        |
| 7       | AZS AWFiS Gdańsk          | 3088          |        |
| 8       | KS Podlasie Białystok     | 2920          |        |
| 9       | AZS UMCS Lublin           | 2879          |        |
| 10      | KS AZS AWF Biała Podlaska | 2866          |        |
| 11      | KS Agros Zamość           | 2774          |        |
| 12      | MKS Start Lublin (b)      | 2099          |        |

W sezonie 2011 szeregi ekstraklasy zasilą kluby: MKS MOS Płomień Sosonowiec, ZLKL Zielona Góra.
| Opis tabeli ekstraklasy:               |
| -------------------------------------- |
| (m) - Mistrz z poprzedniego sezonu     |
| (b) - beniaminek                       |
| DNS - drużyna nieskwalifikowana        |
| mistrzostwo                            |
| spadek lub wycofanie klubu z rozgrywek |